# Thế vận hội Mùa hè
Thế vận hội mùa hè hay Olympic mùa hè là một sự kiện thể thao quốc tế được tổ chức bốn năm một lần với nhiều môn thể thao, được tổ chức bởi Ủy ban Olympic quốc tế. Mặc dù không có lượng người xem lớn bằng World Cup nhưng đây là sự kiện thể thao danh giá nhất trên thế giới. Huy chương được trao cho mỗi sự kiện thể thao, với huy chương vàng cho vị trí thứ nhất, huy chương bạc cho vị trí thứ hai và huy chương đồng cho vị trí thứ ba.
Từ một giải đấu với chỉ 42 sự kiện thể thao với khoảng 250 vận động viên, thế vận hội mùa hè đã mở rộng tới hơn 10.000 vận động viên tham dự từ 202 quốc gia. Những nhà tổ chức Olympic Bắc Kinh 2008 ước tính có khoảng 10.500 vận động viên tham dự trong 302 sự kiện thể thao của giải đấu. Thế vận hội Mùa hè 2004 đã thu hút được tổng cộng 11.099 vận động viên góp mặt trong 301 sự kiện thể thao, vượt qua dự tính là 10.500 vận động viên như ban đầu.
Những vận động viên tham dự được thông qua bởi Ủy ban Olympic quốc gia (NOC) để đại diện cho đất nước đó. Quốc ca và quốc kỳ được cử hành kèm theo nghi lễ trao huy chương. Bảng xếp hạng huy chương được trình chiếu rộng rãi. Nhìn chung, chỉ có những quốc gia được công nhận mới được giới thiệu, chỉ có số ít trường hợp các quốc gia có tranh cãi về chủ quyền được phép tham dự.
Hoa Kỳ là quốc gia có số lần tổ chức Thế vận hội Mùa hè nhiều nhất với năm lần. Anh Quốc, Pháp và Úc xếp thứ hai, thứ ba và thứ tư với ba lần tổ chức Thế vận hội Mùa hè. Các quốc gia có hai lần tổ chức Thế vận hội Mùa hè là Đức, Hy Lạp và Nhật Bản. Những quốc gia có một lần tổ chức bao gồm: Bỉ, Canada, Phần Lan, Ý, México, Hà Lan, Liên Xô, Hàn Quốc, Tây Ban Nha, Thụy Điển, Trung Quốc và Brasil. London, Paris và Los Angeles là 3 thành phố có 3 lần tổ chức. Hai thành phố đã 2 lần tổ chức Thế vận hội Mùa hè bao gồm: Athena và Tokyo.
Năm quốc gia - Úc, Pháp, Anh Quốc, Hy Lạp và Thụy Sĩ - đã tham dự tất cả kỳ Thế vận hội Mùa hè. Trong đó, quốc gia duy nhất từng đoạt ít nhất một huy chương vàng tại tất cả các kỳ vận hội là Anh.
Ba kỳ 1916, 1940, 1944 không tổ chức do ảnh hưởng của các cuộc chiến tranh thế giới.

## Danh sách kỳ Thế vận hội Mùa hè
| Kỳ thế vận hội | Năm  | Chủ nhà                                                      | Tuyên bố khai mạc                                            | Ngày                                                         | Đoàn tham dự                                                 | Số lượng vận động viên                                       | Số lượng vận động viên                                       | Số lượng vận động viên                                       | Số môn thể thao                                              | Disci- plines                                                | Số nội dung                                                  | Đoàn giành nhiều huy chương nhất                             | Ghi chú |
| Kỳ thế vận hội | Năm  | Chủ nhà                                                      | Tuyên bố khai mạc                                            | Ngày                                                         | Đoàn tham dự                                                 | Tổng cộng                                                    | Nam                                                          | Nữ                                                           | Số môn thể thao                                              | Disci- plines                                                | Số nội dung                                                  | Đoàn giành nhiều huy chương nhất                             | Ghi chú |
| -------------- | ---- | ------------------------------------------------------------ | ------------------------------------------------------------ | ------------------------------------------------------------ | ------------------------------------------------------------ | ------------------------------------------------------------ | ------------------------------------------------------------ | ------------------------------------------------------------ | ------------------------------------------------------------ | ------------------------------------------------------------ | ------------------------------------------------------------ | ------------------------------------------------------------ | ------- |
| I              | 1896 | Athens, Hy Lạp                                               | Quốc vương Georgios I                                        | 6–15 tháng 4                                                 | 14                                                           | 241                                                          | 241                                                          | 0                                                            | 9                                                            | 10                                                           | 43                                                           | Hoa Kỳ (USA)                                                 | [ 1 ]   |
| II             | 1900 | Paris, Pháp                                                  | N/A                                                          | 14 tháng 5 – 28 tháng 10                                     | 24                                                           | 997                                                          | 975                                                          | 22                                                           | 19                                                           | 20                                                           | 85[A]                                                        | Pháp (FRA)                                                   | [ 2 ]   |
| III            | 1904 | St. Louis, Hoa Kỳ                                            | Thị trưởng David R. Francis                                  | 1 tháng 7 – 23 tháng 11                                      | 12                                                           | 651                                                          | 645                                                          | 6                                                            | 16                                                           | 17                                                           | 94[B]                                                        | Hoa Kỳ (USA)                                                 | [ 3 ]   |
| IV             | 1908 | London, Anh                                                  | Quốc vương Edward VII                                        | 27 tháng 4 – 31 tháng 10                                     | 22                                                           | 2008                                                         | 1971                                                         | 37                                                           | 22                                                           | 25                                                           | 110                                                          | Anh Quốc (GBR)                                               | [ 4 ]   |
| V              | 1912 | Stockholm, Thụy Điển                                         | Vua Gustaf V                                                 | 6–22 tháng 7                                                 | 28                                                           | 2407                                                         | 2359                                                         | 48                                                           | 14                                                           | 18                                                           | 102                                                          | Hoa Kỳ (USA)                                                 | [ 5 ]   |
| VI             | 1916 | Bị hủy bỏ do ảnh hưởng của chiến tranh thế giới lần thứ nhất | Bị hủy bỏ do ảnh hưởng của chiến tranh thế giới lần thứ nhất | Bị hủy bỏ do ảnh hưởng của chiến tranh thế giới lần thứ nhất | Bị hủy bỏ do ảnh hưởng của chiến tranh thế giới lần thứ nhất | Bị hủy bỏ do ảnh hưởng của chiến tranh thế giới lần thứ nhất | Bị hủy bỏ do ảnh hưởng của chiến tranh thế giới lần thứ nhất | Bị hủy bỏ do ảnh hưởng của chiến tranh thế giới lần thứ nhất | Bị hủy bỏ do ảnh hưởng của chiến tranh thế giới lần thứ nhất | Bị hủy bỏ do ảnh hưởng của chiến tranh thế giới lần thứ nhất | Bị hủy bỏ do ảnh hưởng của chiến tranh thế giới lần thứ nhất | Bị hủy bỏ do ảnh hưởng của chiến tranh thế giới lần thứ nhất |         |
| VII            | 1920 | Antwerp, Bỉ                                                  | Quốc vương Albert I                                          | 20 tháng 4 – 12 tháng 9                                      | 29                                                           | 2626                                                         | 2561                                                         | 65                                                           | 22                                                           | 29                                                           | 156[C]                                                       | Hoa Kỳ (USA)                                                 | [ 6 ]   |
| VIII           | 1924 | Paris, Pháp                                                  | Tổng thống Gaston Doumergue                                  | 4 tháng 5 – 27 tháng 7                                       | 44                                                           | 3089                                                         | 2954                                                         | 135                                                          | 17                                                           | 23                                                           | 126                                                          | Hoa Kỳ (USA)                                                 | [ 7 ]   |
| IX             | 1928 | Amsterdam, Hà Lan                                            | Hoàng tử Hendrik của Hà Lan                                  | 28 tháng 7 – 12 tháng 8                                      | 46                                                           | 2883                                                         | 2606                                                         | 277                                                          | 14                                                           | 20                                                           | 109                                                          | Hoa Kỳ (USA)                                                 | [ 8 ]   |
| X              | 1932 | Los Angeles, Hoa Kỳ                                          | Phó Tổng thống Charles Curtis                                | 30 tháng 7 – 14 tháng 8                                      | 37                                                           | 1332                                                         | 1206                                                         | 126                                                          | 14                                                           | 20                                                           | 117                                                          | Hoa Kỳ (USA)                                                 | [ 9 ]   |
| XI             | 1936 | Berlin, Đức                                                  | Quốc trưởng Adolf Hitler                                     | 1–16 tháng 8                                                 | 49                                                           | 3963                                                         | 3632                                                         | 331                                                          | 19                                                           | 25                                                           | 129                                                          | Đức (GER)                                                    | [ 10 ]  |
| XII            | 1940 | Bị hủy bỏ do ảnh hưởng của chiến tranh thế giới lần thứ hai  | Bị hủy bỏ do ảnh hưởng của chiến tranh thế giới lần thứ hai  | Bị hủy bỏ do ảnh hưởng của chiến tranh thế giới lần thứ hai  | Bị hủy bỏ do ảnh hưởng của chiến tranh thế giới lần thứ hai  | Bị hủy bỏ do ảnh hưởng của chiến tranh thế giới lần thứ hai  | Bị hủy bỏ do ảnh hưởng của chiến tranh thế giới lần thứ hai  | Bị hủy bỏ do ảnh hưởng của chiến tranh thế giới lần thứ hai  | Bị hủy bỏ do ảnh hưởng của chiến tranh thế giới lần thứ hai  | Bị hủy bỏ do ảnh hưởng của chiến tranh thế giới lần thứ hai  | Bị hủy bỏ do ảnh hưởng của chiến tranh thế giới lần thứ hai  | Bị hủy bỏ do ảnh hưởng của chiến tranh thế giới lần thứ hai  |         |
| XIII           | 1944 | Bị hủy bỏ do ảnh hưởng của chiến tranh thế giới lần thứ hai  | Bị hủy bỏ do ảnh hưởng của chiến tranh thế giới lần thứ hai  | Bị hủy bỏ do ảnh hưởng của chiến tranh thế giới lần thứ hai  | Bị hủy bỏ do ảnh hưởng của chiến tranh thế giới lần thứ hai  | Bị hủy bỏ do ảnh hưởng của chiến tranh thế giới lần thứ hai  | Bị hủy bỏ do ảnh hưởng của chiến tranh thế giới lần thứ hai  | Bị hủy bỏ do ảnh hưởng của chiến tranh thế giới lần thứ hai  | Bị hủy bỏ do ảnh hưởng của chiến tranh thế giới lần thứ hai  | Bị hủy bỏ do ảnh hưởng của chiến tranh thế giới lần thứ hai  | Bị hủy bỏ do ảnh hưởng của chiến tranh thế giới lần thứ hai  | Bị hủy bỏ do ảnh hưởng của chiến tranh thế giới lần thứ hai  |         |
| XIV            | 1948 | London, Anh Quốc                                             | Quốc vương George VI                                         | 29 tháng 7 – 14 tháng 8                                      | 59                                                           | 4104                                                         | 3714                                                         | 390                                                          | 17                                                           | 23                                                           | 136                                                          | Hoa Kỳ (USA)                                                 | [ 11 ]  |
| XV             | 1952 | Helsinki, Phần Lan                                           | Tổng thống Juho Kusti Paasikivi                              | 19 tháng 7 – 3 tháng 8                                       | 69                                                           | 4955                                                         | 4436                                                         | 519                                                          | 17                                                           | 23                                                           | 149                                                          | Hoa Kỳ (USA)                                                 | [ 12 ]  |
| XVI            | 1956 | Melbourne, Úc                                                | Philip, Vương tế Anh                                         | 22 tháng 11 – 8 tháng 12                                     | 72[D]                                                        | 3314                                                         | 2938                                                         | 376                                                          | 17                                                           | 23                                                           | 151[E]                                                       | Liên Xô (URS)                                                | [ 13 ]  |
| XVII           | 1960 | Roma, Ý                                                      | Tổng thống Giovanni Gronchi                                  | 25 tháng 8 – 11 tháng 9                                      | 83                                                           | 5338                                                         | 4727                                                         | 611                                                          | 17                                                           | 23                                                           | 150                                                          | Liên Xô (URS)                                                | [ 14 ]  |
| XVIII          | 1964 | Tokyo, Nhật Bản                                              | Nhật hoàng Chiêu Hòa                                         | 10–24 tháng 10                                               | 93                                                           | 5151                                                         | 4473                                                         | 678                                                          | 19                                                           | 25                                                           | 163                                                          | Hoa Kỳ (USA)                                                 | [ 15 ]  |
| XIX            | 1968 | Mexico City, México                                          | Tổng thống Gustavo Díaz Ordaz                                | 12–27 tháng 10                                               | 112                                                          | 5516                                                         | 4735                                                         | 781                                                          | 18                                                           | 24                                                           | 172                                                          | Hoa Kỳ (USA)                                                 | [ 16 ]  |
| XX             | 1972 | München, Tây Đức                                             | Tổng thống Gustav Heinemann                                  | 26 tháng 8 – 10 tháng 9                                      | 121                                                          | 7134                                                         | 6075                                                         | 1059                                                         | 21                                                           | 28                                                           | 195                                                          | Liên Xô (URS)                                                | [ 17 ]  |
| XXI            | 1976 | Montreal, Canada                                             | Nữ vương Elizabeth II                                        | 17 tháng 7 – 1 tháng 8                                       | 92                                                           | 6084                                                         | 4824                                                         | 1260                                                         | 21                                                           | 27                                                           | 198                                                          | Liên Xô (URS)                                                | [ 18 ]  |
| XXII           | 1980 | Moskva, Liên Xô                                              | Tổng Bí thư Leonid Brezhnev                                  | 19 tháng 7 – 3 tháng 8                                       | 80                                                           | 5179                                                         | 4064                                                         | 1115                                                         | 21                                                           | 27                                                           | 203                                                          | Liên Xô (URS)                                                | [ 19 ]  |
| XXIII          | 1984 | Los Angeles, Hoa Kỳ                                          | Tổng thống Ronald Reagan                                     | 28 tháng 7 – 12 tháng 8                                      | 140                                                          | 6829                                                         | 5263                                                         | 1566                                                         | 21                                                           | 29                                                           | 221                                                          | Hoa Kỳ (USA)                                                 | [ 20 ]  |
| XXIV           | 1988 | Seoul, Hàn Quốc                                              | Tổng thống Roh Tae-woo                                       | 17 tháng 9 – 2 tháng 10                                      | 159                                                          | 8391                                                         | 6197                                                         | 2194                                                         | 23                                                           | 31                                                           | 237                                                          | Liên Xô (URS)                                                | [ 21 ]  |
| XXV            | 1992 | Barcelona, Tây Ban Nha                                       | Quốc vương Juan Carlos I                                     | 25 tháng 7 – 9 tháng 8                                       | 169                                                          | 9356                                                         | 6652                                                         | 2704                                                         | 25                                                           | 34                                                           | 257                                                          | Đoàn thể thao hợp nhất (EUN)                                 | [ 22 ]  |
| XXVI           | 1996 | Atlanta, Hoa Kỳ                                              | Tổng thống Bill Clinton                                      | 19 tháng 7 – 4 tháng 8                                       | 197                                                          | 10318                                                        | 6806                                                         | 3512                                                         | 26                                                           | 37                                                           | 271                                                          | Hoa Kỳ (USA)                                                 | [ 23 ]  |
| XXVII          | 2000 | Sydney, Úc                                                   | Toàn quyền Sir William Deane                                 | 15 tháng 9 – 1 tháng 10                                      | 199                                                          | 10651                                                        | 6582                                                         | 4069                                                         | 28                                                           | 40                                                           | 300                                                          | Hoa Kỳ (USA)                                                 | [ 24 ]  |
| XXVIII         | 2004 | Athens, Hy Lạp                                               | Tổng thống Konstantinos Stephanopoulos                       | 13–29 tháng 8                                                | 201                                                          | 10625                                                        | 6296                                                         | 4329                                                         | 28                                                           | 40                                                           | 301                                                          | Hoa Kỳ (USA)                                                 | [ 25 ]  |
| XXIX           | 2008 | Bắc Kinh, Trung Quốc                                         | Tổng bí thư-Chủ tịch Hồ Cẩm Đào                              | 8–24 tháng 8                                                 | 204                                                          | 10942                                                        | 6305                                                         | 4637                                                         | 28                                                           | 41                                                           | 302                                                          | Trung Quốc (CHN)                                             | [ 26 ]  |
| XXX            | 2012 | London, Anh Quốc                                             | Nữ vương Elizabeth II                                        | 27 tháng 7 – 12 tháng 8                                      | 204                                                          | 10568                                                        | 5892                                                         | 4676                                                         | 26                                                           | 39                                                           | 302                                                          | Hoa Kỳ (USA)                                                 | [ 27 ]  |
| XXXI           | 2016 | Rio de Janeiro, Brazil                                       | Phó Tổng thống Michel Temer                                  | 5–21 tháng 8                                                 | 205                                                          | 11351                                                        | ?                                                            | ?                                                            | 28                                                           | 41                                                           | 306                                                          | Hoa Kỳ (USA)                                                 | [ 28 ]  |
| XXXII          | 2020 | Tokyo, Nhật Bản                                              | Nhật hoàng Lệnh Hòa                                          | 23 tháng 7 – 8 tháng 8 năm 2021                              | 206                                                          | 11091 (ước tính)                                             | 11091 (ước tính)                                             | 11091 (ước tính)                                             | 33                                                           | 50                                                           | 324                                                          | Hoa Kỳ (USA)                                                 | [ 29 ]  |
| XXXIII         | 2024 | Paris, Pháp                                                  | Tổng thống Emmanuel Macron                                   | 26 tháng 7 – 11 tháng 8                                      | 204                                                          | 10,714                                                       | 5,357                                                        | 5,357                                                        | 32                                                           | 48                                                           | 206                                                          | Hoa Kỳ                                                       | [ 30 ]  |
| XXXIV          | 2028 | Los Angeles, Hoa Kỳ                                          |                                                              | 21 tháng 7 – 6 tháng 8                                       | Chưa diễn ra                                                 | Chưa diễn ra                                                 | Chưa diễn ra                                                 | Chưa diễn ra                                                 | Chưa diễn ra                                                 | Chưa diễn ra                                                 | Chưa diễn ra                                                 |                                                              | [ 31 ]  |
| XXXV           | 2032 | Brisbane, Úc                                                 |                                                              | 23 tháng 7 – 8 tháng 8                                       | Chưa diễn ra                                                 | Chưa diễn ra                                                 | Chưa diễn ra                                                 | Chưa diễn ra                                                 | Chưa diễn ra                                                 | Chưa diễn ra                                                 | Chưa diễn ra                                                 |                                                              |         |

Ghi chú: Tuy các kỳ năm 1916, 1940, và 1944 bị hủy do chiến tranh thế giới, số la mã của các kỳ này vẫn tiếp tục đếm thêm.

## Lần đầu tham dự
Dưới đây là thống kê các kì Thế vận hội Mùa hè mà các đoàn thể thao lần đầu tiên giành quyền tham dự.
| Năm  | Đoàn thể thao |
| ---- | --- |
| 1896 | Úc, Áo, Bulgaria, Chile, Đan Mạch, Pháp, Đức, Anh Quốc, Hy Lạp, Hungary, Ý, Thụy Điển, Thụy Sĩ, Hoa Kỳ |
| 1900 | Argentina, Bỉ, Canada, Cuba, Cộng hòa Séc, Haiti, Ấn Độ, Iran, Luxembourg, México, Hà Lan, Na Uy, Perú, România, Nga, Tây Ban Nha |
| 1904 | Nam Phi |
| 1908 | Phần Lan, Thổ Nhĩ Kỳ |
| 1912 | Ai Cập, Iceland, Nhật Bản, Luxembourg, Bồ Đào Nha, Serbia |
| 1920 | Brasil, Estonia, Monaco, New Zealand |
| 1924 | Ecuador, Ireland, Latvia, Litva, Philippines, Ba Lan, Uruguay |
| 1928 | Malta, Panama, Zimbabwe |
| 1932 | Đài Bắc Trung Hoa |
| 1936 | Afghanistan, Bolivia, Colombia, Costa Rica, Liechtenstein |
| 1948 | Bermuda, Guyana, Iran, Iraq, Jamaica, Hàn Quốc, Liban, Myanmar, Pakistan, Puerto Rico, Singapore, Sri Lanka, Syria, Trinidad và Tobago, Venezuela |
| 1952 | Bahamas, Trung Quốc, Ghana, Guatemala, Hồng Kông, Indonesia, Israel, Nigeria, Thái Lan, Việt Nam |
| 1956 | Campuchia, Ethiopia, Fiji, Kenya, Liberia, Malaysia, Uganda |
| 1960 | Bahamas, Maroc, Sudan, Tunisia |
| 1964 | Algérie, Cameroon, Tchad, Cộng hòa Congo, Cộng hòa Dominica, Bờ Biển Ngà, Madagascar, Mali, Mông Cổ, Nepal, Niger, Sénégal, Tanzania, Zambia |
| 1968 | Barbados, Belize, Trung Phi, Cộng hòa Dân chủ Congo, El Salvador, Guinée, Kuwait, Libya, Nicaragua, Paraguay, San Marino, Sierra Leone, Suriname, Quần đảo Virgin thuộc Mỹ                                                                                        |
| 1972 | Albania, Bénin, Burkina Faso, Eswatini, Gabon, CHDCND Triều Tiên, Lesotho, Malawi, Ả Rập Xê Út, Somalia, Togo |
| 1976 | Andorra, Antigua và Barbuda, Quần đảo Cayman |
| 1980 | Angola, Botswana, Síp, Lào, Mozambique, Seychelles, Zimbabwe |
| 1984 | Bangladesh, Bhutan, Quần đảo Virgin thuộc Anh, Djibouti, Guinea Xích Đạo, Gambia, Grenada, Jordan, Mauritius, Oman, Papua New Guinea, Qatar, Rwanda, Samoa, Quần đảo Solomon, Tonga, UAE, Yemen                                                                   |
| 1988 | Samoa thuộc Mỹ, Aruba, Bahrain, Quần đảo Cook, Guam, Maldives, Saint Vincent và Grenadines, Vanuatu |
| 1992 | Bosna và Hercegovina, Croatia, Slovenia |
| 1996 | Armenia, Azerbaijan, Belarus, Brunei, Comoros, Dominica, Gruzia, Guiné-Bissau, Kazakhstan, Kyrgyzstan, Moldova, Nauru, Bắc Macedonia, Palestine, Saint Kitts và Nevis, Saint Lucia, São Tomé và Príncipe, Slovakia, Tajikistan, Turkmenistan, Ukraina, Uzbekistan |
| 2000 | Cabo Verde, Eritrea, Micronesia, Namibia, Palau |
| 2004 | Kiribati, Đông Timor |
| 2008 | Quần đảo Marshall, Montenegro |
| 2012 | Không có |
| 2016 | Kosovo, Nam Sudan |
| 2020 | Không có |
| 2024 | Không có |

## Danh sách huy chương
Bảng dưới đây sử dụng dữ liệu chính thức được cung cấp bởi IOC.
| STT | Đoàn thể thao | Vàng | Bạc | Đồng | Tổng cộng | Đại hội |
| --- | ------------- | ---- | --- | ---- | --------- | ------- |
| 1   | Hoa Kỳ        | 1105 | 879 | 780  | 2764      | 29      |
| 2   | Liên Xô       | 395  | 319 | 296  | 1010      | 9       |
| 3   | Trung Quốc    | 303  | 226 | 198  | 727       | 12      |
| 4   | Anh Quốc      | 298  | 340 | 343  | 981       | 30      |
| 5   | Pháp          | 239  | 277 | 299  | 815       | 29      |
| 6   | Ý             | 229  | 201 | 228  | 658       | 29      |
| 7   | Đức           | 213  | 220 | 255  | 688       | 18      |
| 8   | Nhật Bản      | 189  | 162 | 191  | 542       | 24      |
| 9   | Hungary       | 187  | 161 | 182  | 530       | 28      |
| 10  | Úc            | 182  | 192 | 226  | 600       | 28      |
| 11  | Đông Đức      | 153  | 129 | 127  | 409       | 5       |
| 12  | Thụy Điển     | 151  | 181 | 182  | 514       | 28      |
| 13  | Nga           | 147  | 126 | 150  | 423       | 6       |
| 14  | Hà Lan        | 110  | 112 | 134  | 356       | 28      |
| 15  | Hàn Quốc      | 109  | 100 | 111  | 320       | 19      |
| 16  | Phần Lan      | 101  | 85  | 119  | 305       | 27      |
| 17  | România       | 93   | 101 | 123  | 317       | 23      |
| 18  | Cuba          | 86   | 70  | 88   | 244       | 22      |
| 19  | Canada        | 80   | 117 | 156  | 353       | 28      |
| 20  | Ba Lan        | 73   | 93  | 142  | 308       | 23      |

### Đoàn thể thao dẫn đầu bảng tổng sắp huy chương
Xếp theo số lần từ lớn đến bé
- Hoa Kỳ — 19 lần
- Liên Xô — 6 lần
- Pháp — 1 lần
- Anh Quốc — 1 lần
- Đức — 1 lần
- Trung Quốc — 1 lần
- Đoàn thể thao hợp nhất — 1 lần